# Middleton (Norfolk)
Middleton is een civil parish in het bestuurlijke gebied King's Lynn en West Norfolk, in het Engelse graafschap Norfolk met 1450 inwoners.